# Chromis cadenati
Chromis cadenati är en fiskart som beskrevs av Whitley, 1951. Chromis cadenati ingår i släktet Chromis och familjen Pomacentridae. Inga underarter finns listade i Catalogue of Life.